# 아사오 미와

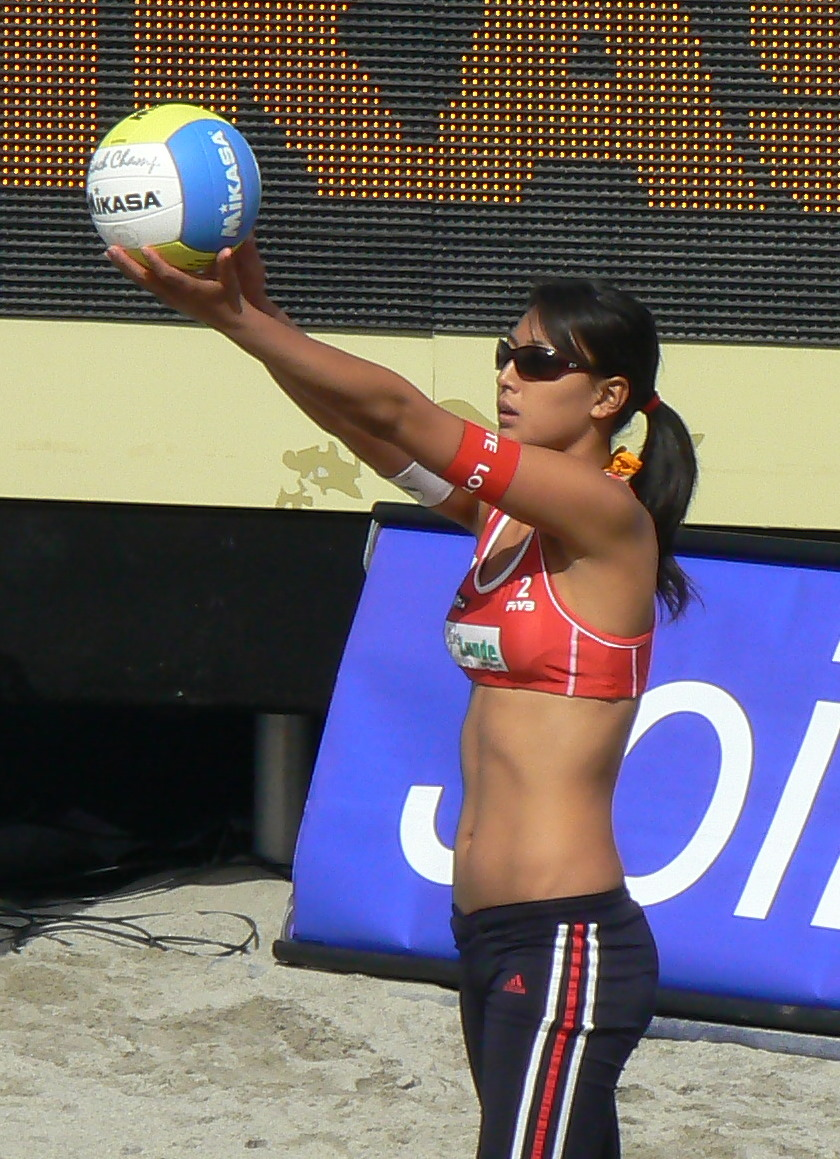
아사오 미와

아사오 미와(일본어: 浅尾美和, 1986년 2월 2일 ~ )는 일본의 프로 비치 발리볼 선수이다. 미에현 스즈카시 출신으로, 경기 생활과 병행하여 연예인, 패션 모델, 그라비아 아이돌 등으로도 활동하고 있다. 사진집이나 DVD 등을 발매하며, 비치의 요정이라고도 불린다.